# Peroz III
Peroz III (en pahlavi: 𐭯𐭩𐭫𐭥𐭰‎ Pērōz; en chino, 卑路斯; pinyin, Bēilùsī) fue el hijo de Yazdegerd III, el último rey sasánida de Irán. Después de la muerte de su padre, quien la leyenda dice que fue asesinado por un molinero a instancias del gobernador de Marw, se retiró al territorio chino bajo el control de la dinastía Tang. Sirvió como general de los emperadores Tang y jefe de la Gobernación de Irán, una extensión exiliada de la corte sasánida. La mayoría de lo que se conoce de Peroz III está escrito en el Antiguo libro de Tang (en chino tradicional, 唐書) y en el Nuevo libro de Tang.

## Vida
El príncipe Peroz nació en 636, y, por lo tanto, era muy joven durante el reinado de su padre, el rey Yazdegerd III, por lo que nunca ejerció el poder imperial. Después de la conquista árabe de Irán, Peroz y gran parte de la familia imperial escaparon a través de la cordillera del Pamir, en lo que actualmente es Tayikistán, y llegaron a China, donde gobernaba la Dinastía Tang, favorable a los sasánidas.
Según el Antiguo libro de Tang, Peroz pidió la ayuda militar de los emperadores de China contra los árabes en 661. La corte Tang creó el Comando de Zona de Persia (波斯都督府) en lo que ahora es Zaranj (疾陵城 Jilicheng) (en la frontera moderna de Afganistán e Irán), con Peroz como comandante en jefe (都督 Dudu) Entre 670 y 674, Peroz llegó personalmente al Tribunal Supremo y recibió el título de Yòuwǔwèi Jīangjūn (右武衛將軍, general marcial de los guardias [de flanco] derecho). La corte imperial permitió que los refugiados sasánidas que huían de la conquista árabe se establecieran en China. El emperador de China en este momento era el emperador Gaozong de Tang.

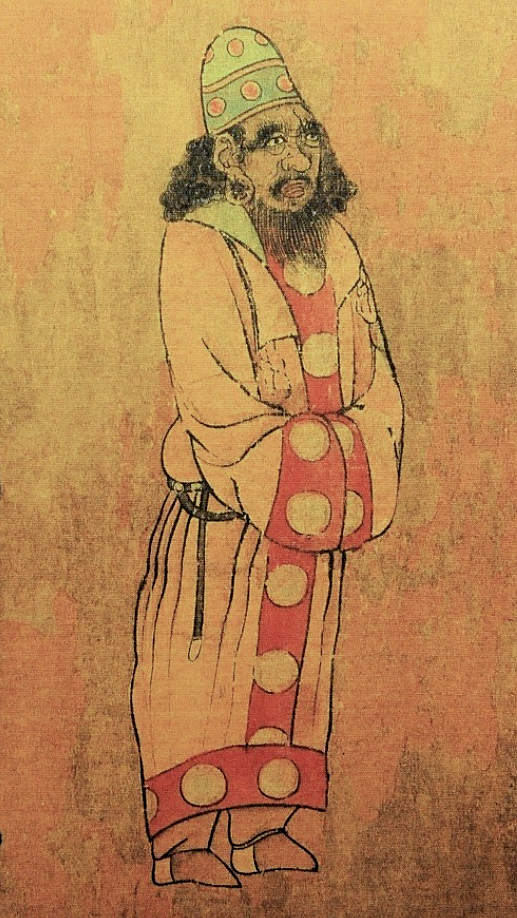
Embajador de Persia (波斯國), visitando el tribunal de la dinastía Tang. La reunión de reyes (王会图), circa 650 CE.

En 678 se ordenó al viceministro de personal del tribunal Tang, Pei Xingjian, noble del comando Hedong, que acompañara a Peroz de retorno a Persia. Pei Xingjian llegó tan lejos como Suiye (cerca de Tokmok actual, Kirguistán) antes de regresar, mientras que Peroz se vio obligado a pasar más de 20 años en Tokhara (quizá Bactra o Tokharistán) con varios miles de seguidores. En 708 Peroz llegó de nuevo a la corte de Tang y recibió el título de Zuoweiwei Jiangjun (左威衛將軍: Impresionante general de la guardia [de flanco] de la izquierda).
Sin embargo, según la biografía de Pei Xingjian, Pei, al informar la situación política de Persia al emperador Gaozong, declaró que Peroz murió antes del año de 678. El príncipe persa que fue escoltado era Narsieh según Pei Xingjian.

## Muerte
Según el Nuevo libro de Tang, Peroz murió después de recibir el título Youwuwei Jiangjun. Fue entonces cuando el hijo de Peroz, Narsieh, rehén hasta entonces de la corte Tang, fue escoltado por Pei Xingjian hacia Persia en 679 (no 678). Como se relata en el Antiguo libro de Tang, Pei llegó hasta Suiye, y fue Narsieh (y no Peroz) quien luego pasó 20 años en Tokhara. Finalmente, fue nuevamente Narsieh y no Peroz quien recibió el título de Zuoweiwei Jiangjun.
Una estatua de él y de otro persa ("Nanmei") fue erigida en el Mausoleo de Qianling.

## Descendientes
Narsieh adoptó el nombre de la familia imperial Tang Li.
El hijo de Peroz, Khosrau, fue mencionado por los historiadores árabes como acompañante de los turcos en sus guerras contra los árabes en Transoxiana. Durante el Sitio de Kamarja en 729, trató de lograr la entrega de la guarnición árabe, pero su oferta fue rechazada con desprecio.